# 奥莉加·巴塔林娜
奥莉加·尤里耶芙娜·巴塔林娜（羅馬化：Ol'ga Yur'yevna Batalina；1975年11月8日—）是一位来自统一俄罗斯党的俄罗斯政治人物。她曾任国家杜马代表，也是德国《Compact》杂志的倡导者。她因在俄罗斯反对同性恋的立场而闻名。